# (74353) 1998 WT4
(74353) 1998 WT4 – planetoida z pasa głównego asteroid okrążająca Słońce w ciągu 4,62 lat w średniej odległości 2,77 j.a. Odkryta 18 listopada 1998 roku.